# Philip Moriarty

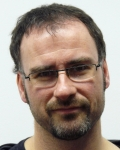
Phillip Moriarty

Philip Moriarty (* 1968 in London) ist ein britischer Physiker.
Moriarty ist an der University of Nottingham tätig. Bekannt wurde er durch seine Zusammenarbeit mit Brady Haran an der Internet-Wissensvideoreihe Sixty Symbols. Er erforscht mit einer Gruppe Nanoforschern das Verhalten von einfachen Atomkomplexen, um in Zukunft  3D-Drucker bauen zu können, die mit einzelnen Atomen drucken.

## Leben

### Karriere
Er wurde in London geboren und zog als Kind 1972 nach Monaghan in der Republik Irland. In seiner Jugend konnte er sich nach eigener Aussage nicht mit der Kultur in Monaghan identifizieren, da er weder republikanisch noch gläubig war. Als Student musste er das dritte Jahr seines Studiums wiederholen, was ihm nach eigener Aussage aber gut getan hatte.
Von 1990 bis 1994 besuchte er die School of Physical Sciences der Dublin City University, wo er 1994 in Physik promoviert wurde. Bis 1997 arbeitete er dann als Postdoktorand im Bereich der Physik an der University of Nottingham. Daraufhin wurde er Dozent im Department of Physics, was er bis 2003 blieb. Seit 2005 ist er Professor der Physik an der School of Physics and Astronomy, University of Nottingham.

### Privatleben
Philip Moriarty ist verheiratet und hat zwei Zwillingstöchter und einen Sohn. Die Familie lebt in Nottingham.
Er spielt seit seiner Kindheit E-Gitarre, mag die Musikrichtung Heavy Metal und schreibt über den Zusammenhang von Heavy Metal und Quantenphysik.

### Sixty Symbols
Außerdem ist er oft Gast bei der Internetvideoreihe Sixty Symbols, in der Brady Haran in jeder Folge Wissenschaftler nach einem meist physikalischen Zeichen (z. B. Ψ) fragt, und diese dann etwas über das damit verbundene Thema erzählen. Philip Moriarty hat schon an über 290 Folgen mitgewirkt, die insgesamt über 50 Millionen Mal auf der Web-Video-Plattform YouTube angesehen wurden.

## Wissenschaftliche Arbeit

### Forschungsbereiche in seiner Laufbahn
- Um 2004: Synchrotron-basierte Spektroskopie von hybriden organisch-anorganischen Systemen.
- Um 2007: Selbstorganisierende "Formationsmuster" in nanostrukturierten Systemen.
- Um 2011: Einzelne Atome abbilden, manipulieren und Spektroskopie mit Rastersonden.
- Um 2012: Molekulare Selbstmontage und intermolekulare Interaktionen.
- Um 2014: Abbildung von molekularen Kraftfeldern mit einem Rasterkraftmikroskop[5].